# Laguna de los Chotos
La Laguna de los Chotos es un humedal situado en término municipal de la villa de Cuéllar (Segovia), en la comunidad autónoma de Castilla y León, por lo que se halla encuadrado al norte de la Tierra de Pinares, entre las sierras del Sistema Central y la cuenca del río Duero.
Está integrado en el monte de utilidad pública denominado El Pelayo, y tiene una superficie de 1 hectárea. Su nombre es dado por haber sido durante siglos abrevadero del ganado, al hallarse situado en la Cañada de la Reina, paso obligado de trashumancia de la zona.
Es de origen endorreico, pues se trata de un sistema hidrológico cerrado, carente de vía de desagüe. En los años 1960 fue desecado por el Instituto Nacional de Colonización, plantando abundante vegetación en su entorno, destacando la población de pinos y chopos. A pesar de ello, dispone de una importante vegetación habitual en los humedales, como helechos, juncos y carrizos, además de una variada fauna como zorzales, picapinos, carboneros, oropéndolas, conejos, liebres, zorros, perdices, martas o tejones, entre otros.